# Taubenturm Rue du Pont (Ugny-sur-Meuse)

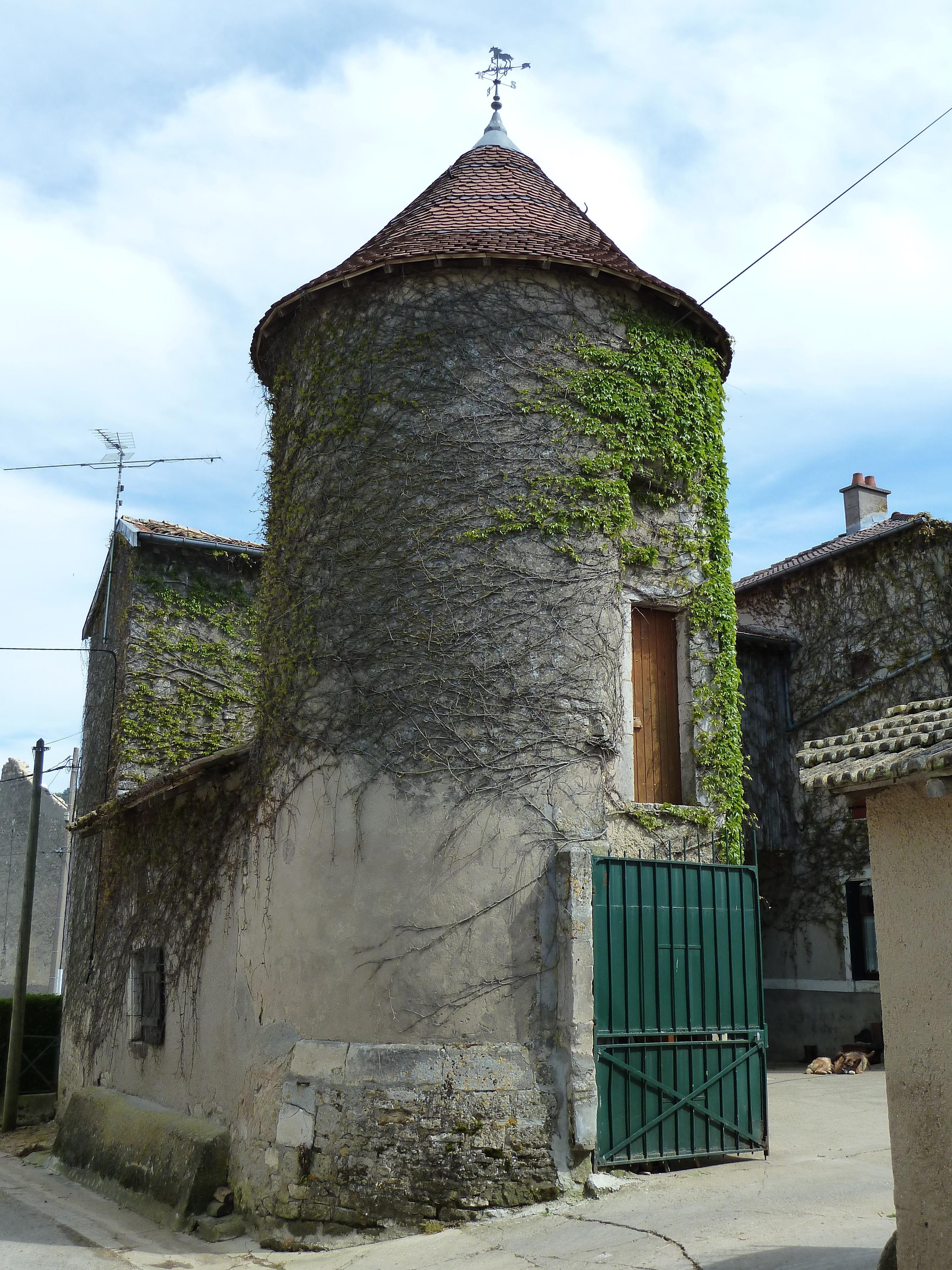
Taubenturm in Ugny-sur-Meuse

Der Taubenturm (französisch colombier oder pigeonnier) in Ugny-sur-Meuse, einer französischen Gemeinde im Département Meuse in der Region Grand Est, wurde im 17. Jahrhundert errichtet. Der Taubenturm steht an der Rue du Pont.
Der Rundturm aus verputztem Bruchsteinmauerwerk, der zu einem ehemaligen Herrenhaus gehört, wird von einem Zeltdach mit Wetterfahne abgeschlossen.
Im Inneren sind die Taubennester aus getrocknetem Lehm und die Leiter, um sie zu reinigen, erhalten.